# Jaws (videogioco 1987)
Jaws è un videogioco per NES sviluppato dalla Westone e pubblicato dalla LJN. Il gioco è ispirato alla serie cinematografica Lo squalo, e nello specifico a Lo squalo 4 - La vendetta, quarto e ultimo film della serie. Tuttavia, la trama del gioco prende elementi anche dal primo film.